# Crocoideae
Crocoideae je biljna potporodica, dio porodice perunikovki. Sastoji se od 5 tribusa. Najvažniji rodovi su šafran i gladiola.

## Rodovi
1. Tribus Tritoniopsideae Goldblatt & J. C. Manning
  1. Tritoniopsis L. Bolus (23 spp.)
2. Tribus Watsonieae Klatt
  1. Watsonia Mill. (53 spp.)
  2. Pillansia L. Bolus (1 sp.)
  3. Thereianthus G. J. Lewis (11 spp.)
  4. Micranthus (Pers.) Eckl. (7 spp.)
  5. Codonorhiza Goldblatt & J. C. Manning (7 spp.)
  6. Savannosiphon Goldblatt & Marais (1 sp.)
  7. Cyanixia Goldblatt & J. C. Manning (1 sp.)
  8. Schizorhiza Goldblatt & J. C. Manning (1 sp.)
  9. Lapeirousia Pourr. (28 spp.)
  10. Afrosolen Goldblatt & J. C. Manning (15 spp.)
3. Tribus Ixieae Dumort.
  1. Subtribus Gladiolinae Goldblatt
    1. Gladiolus L. (292 spp.)

  2. Subtribus Melasphaerulinae Goldblatt & J. C. Manning
    1. Melasphaerula Ker Gawl. (1 sp.)

  3. Subtribus Freesiinae Goldblatt
    1. Zygotritonia Mildbr. (7 spp.)
    2. Xenoscapa (Goldblatt) Goldblatt & J. C. Manning (3 spp.)
    3. Freesia Eckl. ex Klatt (16 spp.)
    4. Crocosmia Planch. (8 spp.)
    5. Devia Goldblatt & J. C. Manning (1 sp.)

  4. Subtribus Hesperanthinae Goldblatt
    1. Geissorhiza Ker Gawl. (103 spp.)
    2. Hesperantha Ker Gawl. (92 spp.)

  5. Subtribus Tritoniinae Goldblatt
    1. Babiana Ker Gawl. (93 spp.)
    2. Chasmanthe N. E. Br. (3 spp.)
    3. Sparaxis Ker Gawl. (16 spp.)
    4. Duthieastrum M. P. de Vos (1 sp.)
    5. Dierama K. Koch (43 spp.)
    6. Tritonia Ker Gawl. (30 spp.)
    7. Ixia L. (100 spp.)

  6. Subtribus Radinosiphoninae Goldblatt & J. C. Manning
    1. Radinosiphon N. E. Br. (2 spp.)

  7. Subtribus Crocinae Benth. Hook.
    1. Crocus L. (266 spp.)
    2. Romulea Maratti (115 spp.)
    3. Afrocrocus J. C. Manning & Goldblatt (1 sp.)
    4. Syringodea Hook.f. (7 spp.)